# 시편 104편
시편 104편은 시편의 104번째 시편으로, 히브리어로는 "ברכי נפשי" (바라키 나프시: "내 영혼을 축복하라")로 시작한다. 그리스어 70인역과 라틴어 불가타 성경에서 사용되는 약간 다른 번호체계에서는 이 시편이 시편 103편이다. 라틴어로는 "Benedic anima mea Domino"로 알려져 있다.
시편 104편은 유대교, 동방 정교회, 로마 가톨릭교회, 루터교회, 성공회 및 기타 개신교 전례에서 정기적으로 사용된다. 이 시편은 존 다울런드, 하인리히 쉬츠, 필립 글래스 및 윌리엄 러브레이디 등에 의해 음악으로 작곡되었다.
구약성경에서 "할렐루야"라는 용어가 처음 등장하는 곳이 시편 104편이며, 이어서 시편 105편과 106편에서 발견된다. 특히 O. 팔머 로버트슨은 이 시편들을 제4권의 결론적 작품으로 기능하는 응집력 있는 삼위일체로 본다. 할렐루야는 시편 113편, 시편 117편, 시편 135편, 그리고 시편 146편부터 150편에도 나타난다.
이 시편은 약 400년 전에 이집트에서 쓰여진 아크나톤의 태양찬가와 현저한 유사성을 보인다.

## 구조
반헤메런은 시편 104편에서 키아즘 구조를 지적했고, 그로건은 그 구조가 창세기 1장의 천지창조 이야기와 일치한다고 지적한다.
| 키아즘 구조                                  | 창세기 1장 천지창조 날 |
| -------------------------------------------- | ---------------------- |
| A: 하나님의 왕적 위엄에 대한 찬양 (1–4절)    | 1–2                    |
| B: 땅의 물질적 형성 (5–9절)                  | 3                      |
| C: 동물 창조의 영광 (10–18절)                | 5 (키아즘)             |
| D: 창조된 세계의 규칙성 (19–23절)            | 4와 5                  |
| C': 동물 창조의 영광 (24–26절)               | 4와 5                  |
| B': 땅의 영적 양식 (27–30절)                 |                        |
| A': 하나님의 왕적 위엄에 대한 찬양 (31–35절) |                        |

## 내용
가장 긴 시편 중 하나인 시편 104편은 전통적으로 35개의 절로 나뉜다.
아래 제목들은 반헤메런의 것이다.

### 1–4절: 하나님의 왕적 위엄에 대한 찬양
이 부분은 창세기 1장의 창조 이틀을 반영하며, 하나님을 왕의 거처를 거니는 모습으로 묘사한다.
이는 하나님의 영광을 묘사하는 것으로 시작한다("옷처럼 빛으로 자신을 덮으신 분" 2절). 이것은 "당신은... 감싸고... 펼치며..."로 번역될 수도 있다.
- 2절은 하나님께서 얼마나 쉽게 행동하시는지를 보여준다. 그는 천막을 펼치듯이 하늘을 펼치신다.

### 5–9절: 땅의 물질적 형성
이 부분은 창세기 1장의 창조 셋째 날을 다루며, 다음 부분과 함께 세상의 기능과 질서를 묘사하고, "깊은 곳"조차도 하나님에 의해 창조되었으며 바빌로니아 창조 신화처럼 하나님보다 "먼저" 존재했던 것이 아님을 분명히 한다.
- 5절은 하나님께서 "땅의 기초[מכון]를 놓으셨다"고 주장한다.

- 7절: "책망"은 심판을 의미하는 것이 아니라 요소들에 대한 절대적인 통제를 의미한다.

- 9절은 창세기 1장 9-10절뿐만 아니라 창세기 8장 21-22절과 9장 8-17절에 나오는 노아와의 언약도 언급한다.

### 10–18절: 동물 창조의 영광
작은 키아즘이 나타난다:
A  i. 산의 물 (10절)
ii. 야생 동물 (11절)
iii. 새 (12절)
B  i. 산의 물 (13절)
ii. 길들여진 동물, 식물, 인간 (14–15절)
A′  i. 산의 물 (16절)
iii. 새 (16절)
ii. 산 동물 (17–18절)
- 10절 (물이 흘러내림)은 8절 (물이 흘러넘침)을 대체한다. 피조물들을 위한 보금자리가 만들어진다.

### 19–23절: 창조된 세계의 규칙성
이 부분과 다음 부분은 창세기 1장 창조 이야기의 넷째 날과 다섯째 날을 다룬다.
이집트 찬가와의 유사성에 대해서는 아래 아톤 찬가와의 유사성 부분을 참조하시오.

### 24–26절: 동물 창조의 영광
- 26절은 레비아탄(바다 괴물)을 언급하는데, 주변 가나안 부족들이 믿었던 것처럼 하나님의 권위에 대한 도전이 아니라 단순한 하나님의 피조물 중 하나이며 오락의 대상에 비유되는 방식으로 강조한다.[10]

### 27–30절: 땅의 영적 양식
- 27-30절은 모든 피조물이 창조주의 지속적인 관심과 공급에 어떻게 의존하며, 그가 관심을 돌리면 어떻게 소멸하는지를 강조한다.
- 30절은 "주께서 영을 내보내시면 그들이 창조되고, 주께서 땅의 모습을 새롭게 하시나이다." (KJV)라고 되어 있다.

### 31–35절: 하나님의 왕적 위엄에 대한 찬양
- 결론 구절은 시편이 시작된 곳에서 끝나며, 야훼의 권능과 영광을 재차 강조하고, 작곡가는 자신의 경배를 표현하며, 마지막 절에서는 죄인들(חטא)과 악인들(רשע)이 "땅에서 소멸되기를" 바란다.

마소라 본문에서는 할렐루야라는 문구가 마지막 절 끝에 놓여 있으며, 다음 시편의 도입부로 간주된다. 이는 70인역과 불가타에는 없지만, KJV에서는 "여호와를 찬양하라"로 번역되어 있다.

## 태양찬가와의 유사성
시편 104편은 이집트의 태양찬가(기원전 14세기)와 유사한데, 병행 본문으로 보는 견해도 많다. 구체적으로는 다음과 같다.
| 아톤 찬가     | 내용 | 시편 104편 |
| ------------- | --- | ---------- |
| ii 7 – iii 10 | 사자는 어두워지면 굴을 떠나고, 사람들은 새벽에 일어나 일하러 간다.                                                     | 104:20–23  |
| iv 8–11       | "배들은 강을 따라 내려가거나 올라간다... 강물 속 물고기들은 네 눈에 띄게 움직이며, 네 빛은 푸른 큰 바다 깊숙이 있다."  | 104:25–26  |
| vii 1–8       | 소, 사람, 온갖 작은 짐승의 창조. 선포한다: "네가 창조한 것들이 어찌 그리 다양하며, 그 모든 것이 네 눈에는 신비롭구나." | 104:24     |

그로건, 크레이기, 그리고 짐멀리는 창세기 1장의 다른 고대 근동 창조 이야기와의 유사성처럼, 성경 이야기와 다른 고대 근동 이야기의 차이는 성경 이야기에서 태양과 다른 창조물들이 신이 아니라 창조된 것들이라는 점에 주목한다. 이 시편은 논쟁적이며 따라서 "암묵적으로 이교를 반대한다"(그로건). 태양 찬가를 단순히 모방한 것이 아니라, 시편 104편은 그에 대해 논평하거나 비판하는 것으로 이해된다. 이는 키아즘의 초점이 천체들이 신이 아니라 시간의 지배자로서 자연의 질서에 있음을 보여주는 구조에 의해 더욱 강화된다.
성서학자 마크 S. 스미스는 "두 본문 비교에 대한 지속적인 지지에도 불구하고, 최근 수십 년 동안 간접적인 영향에 대한 열정은 약화되었다. 일부에서는 어떤 형태의 영향 주장은 단순히 전면적으로 거부된다. 그러나 얀 아스만과 도널드 레드포드와 같은 일부 이집트학자들은 아마르나 문서(특히 EA 147)와 시편 104편 모두에 이집트의 영향이 있었다고 주장한다."고 말했다. vanGemeren은 "이 문제가 광범위하게 다루어졌음에도 불구하고 (Allen pp.28–30 참조) 문학적 연관성에 대한 논의는 주변 국가들의 우주론적 틀에 대한 불충분한 증거로 인해 복잡하며, 따라서 이러한 자료들의 관계와 가능한 논쟁적 사용을 설명하는 어떤 이론도 불확실하다"고 결론지었다.

## 활용

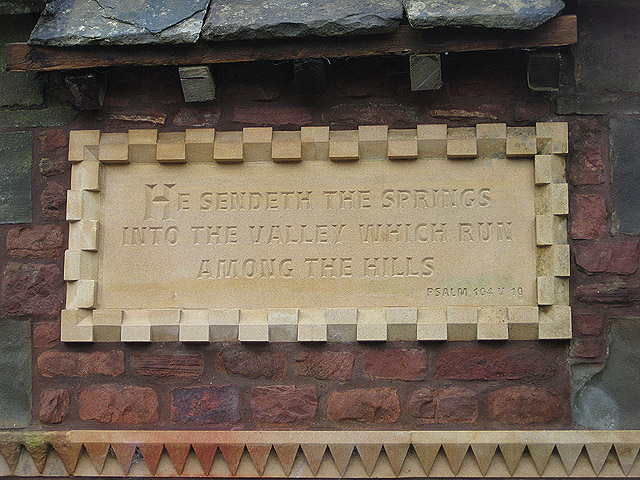
딘 숲의 글로스터셔주 서쪽 클리어웰에 복원된 우물에 새겨진 시편 104편 10절 (2008)

### 신약성경
신약성경에서 4절은 히브리서 1장 7절에 인용되었다.

### 유대교
- 많은 정통파 유대교 신자들은 신월제 (로쉬 호데쉬) 아침 예배에서 시편 104편을 암송하지만, 관습은 다양하다.[22]
- 초막절과 샤밧 하가돌 사이의 샤밧 민차 후에 많은 공동체에서 암송된다.[23]
- 일부는 아침 예배 중에 탈리트를 입을 때 1-2절을 암송한다.[24]
- 24절은 샤하리트 중 쉐마 전의 축복에 나오는 하메이르 라아레츠의 일부이며,[25] 피르케이 아봇 6장 10절에 있다.[26]
- 31절은 페수케이 데짐라의 예히 키보드의 첫 절이며,[27] 마아리브 중 바룩 하솀 레올람의 일부이고,[28] 심핫 토라에 하카포트를 열 때 암송된다.[29]

### 동방 정교회
동방 정교회에서 시편 103편 (마소라 본문에서는 시편 104편)은 매일 만도 시작 시에 낭독되며, 새로운 전례일의 시작을 알린다. 이 시편은 시편집의 14번째 카티스마 부분에 속하며, 목요일 아침 아침기도와 사순절 동안의 화요일 및 금요일에 각각 제3시와 아침기도에서 낭독된다.
만도에서는 시편 103/104편을 전통적으로 선임 독자(주교가 참석하면 주교, 수도원의 장로 또는 수도원장, 또는 클리로스(성가대석)의 선임 독자)가 낭독하도록 정해져 있다. 철야기도가 거행되는 축일에는 이 시편이 합창단에 의해 노래되며, 전통적으로 구절 사이에 다양한 후렴구가 삽입된다.
만도의 맥락에서 이 시편은 하나님이 창조하신 모든 충만함을 담은 창조의 찬가로 이해된다. 동물, 식물, 물, 하늘 등을 언급한다. 전례 행위의 범위에서 이는 종종 아담이 닫힌 에덴 동산 문 밖에서 불렀던 노래로 간주된다(창세기 3장 참조). 독자가 시편을 낭송하는 동안 사제는 닫힌 왕의 문 밖에 에피트라킬리온만을 입고 서서 이러한 상징성을 더욱 명확히 한다.

### 가톨릭교회
이 시편은 성토요일 밤 부활 성야 (부활 성야는 50일 부활 시기의 시작이자 고난주간—더 나아가 사순절—의 끝, 그리고 성목요일, 성금요일, 부활절의 3일간의 파스카 성삼일의 끝을 알린다) 동안 사용된다. 말씀 전례에서 첫 번째 독서는 창세기의 천지창조 이야기이며, 같은 내용을 다루는 시편 104편이 응답 시편이다. 이 시편은 부활 시기가 끝나는 성령 강림 주일에도 다시 사용되며, 철야 기도와 주일 미사의 응답 시편으로 사용된다.

### 성공회 기도서
잉글랜드 국교회의 성공회 기도서에서 이 시편은 매월 20일 저녁에 읽히도록 지정되어 있으며, 오순절의 저녁기도에도 사용된다.

### 문자적 해석
9절은 신학자 하이메 페레스 데 발렌시아(1408-1490)에 의해 고전 지리학자 클라우디오스 프톨레마이오스의 행성 대양이 육지로 완전히 둘러싸여 있다는 가설을 입증하는 것으로 해석되었다.

### 대중문화
독일 철학자 요한 고트프리트 헤르더는 "시편 104편을 원문으로 읽기 위해 10년 동안 히브리어를 공부할 가치가 있다"고 언급했다.
음악가 밥 말리는 삼속 사용이 성경에 만연하다고 믿었으며, 시편 104편 14절과 같은 구절들을 읽고 그 사용을 승인하는 것으로 보았다.

## 음악적 설정
토머스 이스트가 1592년에 출판한 《The Whole Booke of Psalmes》에서 시편 104편은 존 다울런드에 의해 영어 "My soul praise the Lord"로 작곡되었다. 하인리히 쉬츠는 1628년 베커 시편을 위해 독일어 운율 본문 "Herr, dich lob die Seele mein" (SVW 202)으로 4성부 곡을 작곡했다. 바흐는 1726년 칸타타 《Es wartet alles auf dich, BWV 187》에서 27절과 28절을 첫 번째 악장으로 작곡했다.
로버트 그랜트 경의 찬송가 "O Worship the King"은 1833년에 처음 출판되었으며, 이 시편을 바탕으로 한다.
시편 104편 4절은 미리암 샤탈이 1960년에 혼성 합창곡으로 편곡했다.
히브리어 시편 104편은 필립 글래스의 오페라 《아크나텐》의 일부로 작곡되었다.
에든버러 공작 필립은 자신의 75세 생일을 기념하여 윌리엄 러브레이디에게 시편 104편의 작곡을 의뢰했다. 4성부 합창과 오르간을 위한 칸타타의 축약본이 2021년 4월 17일 윈저 성 조지 예배당에서 열린 그의 장례식에서 연주되었다.

## 본문
다음 표는 마소라 본문에 따른 히브리어 시편 본문과 함께 70인역의 코이네 그리스어 본문, 그리고 킹 제임스 성경의 영어 번역본을 보여준다. 70인역과 마소라 본문은 서로 다른 본문 전통에서 왔기 때문에 의미가 약간 다를 수 있음에 유의하라. 70인역에서는 이 시편이 시편 103편으로 번호가 매겨져 있다.
| #  | 히브리어                                                          | 영어 | 그리스어 |
| -- | ----------------------------------------------------------------- | --- | --- |
| 1  | בָּרְכִ֥י נַפְשִׁ֗י אֶת־יְ֫הֹוָ֥ה יְהֹוָ֣ה אֱ֭לֹהַי גָּדַ֣לְתָּ מְּאֹ֑ד ה֖וֹד וְהָדָ֣ר לָבָֽשְׁתָּ׃‎               | Bless the LORD, O my soul. O LORD my God, thou art very great; thou art clothed with honour and majesty.                         | Τῷ Δαυΐδ. - ΕΥΛΟΓΕΙ, ἡ ψυχή μου, τὸν Κύριον. Κύριε ὁ Θεός μου, ἐμεγαλύνθης σφόδρα, ἐξομολόγησιν καὶ μεγαλοπρέπειαν ἐνεδύσω       |
| 2  | עֹֽטֶה־א֭וֹר כַּשַּׂלְמָ֑ה נוֹטֶ֥ה שָׁ֝מַ֗יִם כַּיְרִיעָֽה׃‎                                   | Who coverest thyself with light as a garment: who stretchest out the heavens like a curtain:                                     | ἀναβαλλόμενος φῶς ὡς ἱμάτιον, ἐκτείνων τὸν οὐρανὸν ὡσεὶ δέρριν·                                                                  |
| 3  | הַ֥מְקָרֶ֥ה בַמַּ֗יִם עֲֽלִיּ֫וֹתָ֥יו הַשָּׂם־עָבִ֥ים רְכוּב֑וֹ הַֽ֝מְהַלֵּ֗ךְ עַל־כַּנְפֵי־רֽוּחַ׃‎              | Who layeth the beams of his chambers in the waters: who maketh the clouds his chariot: who walketh upon the wings of the wind:   | ὁ στεγάζων ἐν ὕδασι τὰ ὑπερῷα αὐτοῦ, ὁ τιθεὶς νέφη τὴν ἐπίβασιν αὐτοῦ, ὁ περιπατῶν ἐπὶ πτερύγων ἀνέμων·                          |
| 4  | עֹשֶׂ֣ה מַלְאָכָ֣יו רוּח֑וֹת מְ֠שָׁרְתָיו אֵ֣שׁ לֹהֵֽט׃‎                                   | Who maketh his angels spirits; his ministers a flaming fire:                                                                     | ὁ ποιῶν τοὺς ἀγγέλους αὐτοῦ πνεύματα καὶ τοὺς λειτουργοὺς αὐτοῦ πυρὸς φλόγα.                                                     |
| 5  | יָֽסַד־אֶ֭רֶץ עַל־מְכוֹנֶ֑יהָ בַּל־תִּ֝מּ֗וֹט עוֹלָ֥ם וָעֶֽד׃‎                               | Who laid the foundations of the earth, that it should not be removed for ever.                                                   | ὁ θεμελιῶν τὴν γῆν ἐπὶ τὴν ἀσφάλειαν αὐτῆς, οὐ κλιθήσεται εἰς τὸν αἰῶνα τοῦ αἰῶνος.                                              |
| 6  | תְּ֭הוֹם כַּלְּב֣וּשׁ כִּסִּית֑וֹ עַל־הָ֝רִ֗ים יַ֖עַמְדוּ מָֽיִם׃‎                               | Thou coveredst it with the deep as a garment: the waters stood above the mountains.                                              | ἄβυσσος ὡς ἱμάτιον τὸ περιβόλαιον αὐτοῦ, ἐπὶ τῶν ὀρέων στήσονται ὕδατα·                                                          |
| 7  | מִן־גַּעֲרָ֣תְךָ֣ יְנוּס֑וּן מִן־ק֥וֹל רַֽ֝עַמְךָ֗ יֵחָפֵזֽוּן׃‎                               | At thy rebuke they fled; at the voice of thy thunder they hasted away.                                                           | ἀπὸ ἐπιτιμήσεώς σου φεύξονται, ἀπὸ φωνῆς βροντῆς σου δειλιάσουσιν.                                                               |
| 8  | יַעֲל֣וּ הָ֭רִים יֵרְד֣וּ בְקָע֑וֹת אֶל־מְ֝ק֗וֹם זֶ֤ה ׀ יָסַ֬דְתָּ לָהֶֽם׃‎                       | They go up by the mountains; they go down by the valleys unto the place which thou hast founded for them.                        | ἀναβαίνουσιν ὄρη καὶ καταβαίνουσι πεδία εἰς τὸν τόπον ὃν ἐθεμελίωσας αὐτά·                                                       |
| 9  | גְּֽבוּל־שַׂ֭מְתָּ בַּל־יַעֲבֹר֑וּן בַּל־יְ֝שֻׁב֗וּן לְכַסּ֥וֹת הָאָֽרֶץ׃‎                           | Thou hast set a bound that they may not pass over; that they turn not again to cover the earth.                                  | ὅριον ἔθου, ὃ οὐ παρελεύσονται, οὐδὲ ἐπιστρέψουσι καλύψαι τὴν γῆν.                                                               |
| 10 | הַֽמְשַׁלֵּ֣חַ מַ֭עְיָנִים בַּנְּחָלִ֑ים בֵּ֥ין הָ֝רִ֗ים יְהַלֵּכֽוּן׃‎                              | He sendeth the springs into the valleys, which run among the hills.                                                              | ὁ ἐξαποστέλλων πηγὰς ἐν φάραγξιν, ἀνὰ μέσον τῶν ὀρέων διελεύσονται ὕδατα·                                                        |
| 11 | יַ֭שְׁקוּ כׇּל־חַיְת֣וֹ שָׂדָ֑י יִשְׁבְּר֖וּ פְרָאִ֣ים צְמָאָֽם׃‎                                | They give drink to every beast of the field: the wild asses quench their thirst.                                                 | ποτιοῦσι πάντα τὰ θηρία τοῦ ἀγροῦ, προσδέξονται ὄναγροι εἰς δίψαν αὐτῶν·                                                         |
| 12 | עֲ֭לֵיהֶם עוֹף־הָשָּׁמַ֣יִם יִשְׁכּ֑וֹן מִבֵּ֥ין עֳ֝פָאיִ֗ם יִתְּנוּ־קֽוֹל׃‎                        | By them shall the fowls of the heaven have their habitation, which sing among the branches.                                      | ἐπ᾿ αὐτὰ τὰ πετεινὰ τοῦ οὐρανοῦ κατασκηνώσει, ἐκ μέσου τῶν πετρῶν δώσουσι φωνήν.                                                 |
| 13 | מַשְׁקֶ֣ה הָ֭רִים מֵעֲלִיּוֹתָ֑יו מִפְּרִ֥י מַ֝עֲשֶׂ֗יךָ תִּשְׂבַּ֥ע הָאָֽרֶץ׃‎                          | He watereth the hills from his chambers: the earth is satisfied with the fruit of thy works.                                     | ποτίζων ὄρη ἐκ τῶν ὑπερῴων αὐτοῦ, ἀπὸ καρποῦ τῶν ἔργων σου χορτασθήσεται ἡ γῆ.                                                   |
| 14 | מַצְמִ֤יחַ חָצִ֨יר ׀ לַבְּהֵמָ֗ה וְ֭עֵשֶׂב לַעֲבֹדַ֣ת הָאָדָ֑ם לְה֥וֹצִיא לֶ֝֗חֶם מִן־הָאָֽרֶץ׃‎            | He causeth the grass to grow for the cattle, and herb for the service of man: that he may bring forth food out of the earth;     | ὁ ἐξανατέλλων χόρτον τοῖς κτήνεσι καὶ χλόην τῇ δουλείᾳ τῶν ἀνθρώπων τοῦ ἐξαγαγεῖν ἄρτον ἐκ τῆς γῆς·                              |
| 15 | וְיַ֤יִן ׀ יְשַׂמַּ֬ח לְֽבַב־אֱנ֗וֹשׁ לְהַצְהִ֣יל פָּנִ֣ים מִשָּׁ֑מֶן וְ֝לֶ֗חֶם לְֽבַב־אֱנ֥וֹשׁ יִסְעָֽד׃‎         | And wine that maketh glad the heart of man, and oil to make his face to shine, and bread which strengtheneth man's heart.        | καὶ οἶνος εὐφραίνει καρδίαν ἀνθρώπου τοῦ ἱλαρῦναι πρόσωπον ἐν ἐλαίῳ, καὶ ἄρτος καρδίαν ἀνθρώπου στηρίζει.                        |
| 16 | יִ֭שְׂבְּעוּ עֲצֵ֣י יְהֹוָ֑ה אַֽרְזֵ֥י לְ֝בָנ֗וֹן אֲשֶׁ֣ר נָטָֽע׃‎                                | The trees of the LORD are full of sap; the cedars of Lebanon, which he hath planted;                                             | χορτασθήσονται τὰ ξύλα τοῦ πεδίου, αἱ κέδροι τοῦ Λιβάνου, ἃς ἐφύτευσας.                                                          |
| 17 | אֲשֶׁר־שָׁ֭ם צִפֳּרִ֣ים יְקַנֵּ֑נוּ חֲ֝סִידָ֗ה בְּרוֹשִׁ֥ים בֵּיתָֽהּ׃‎                             | Where the birds make their nests: as for the stork, the fir trees are her house.                                                 | ἐκεῖ στρουθία ἐννοσσεύσουσι, τοῦ ἐρωδιοῦ ἡ οἰκία ἡγεῖται αὐτῶν.                                                                  |
| 18 | הָרִ֣ים הַ֭גְּבֹהִים לַיְּעֵלִ֑ים סְ֝לָעִ֗ים מַחְסֶ֥ה לַֽשְׁפַנִּֽים׃‎                             | The high hills are a refuge for the wild goats; and the rocks for the conies.                                                    | ὄρη τὰ ὑψηλὰ ταῖς ἐλάφοις, πέτρα καταφυγὴ τοῖς λαγωοῖς.                                                                          |
| 19 | עָשָׂ֣ה יָ֭רֵחַ לְמוֹעֲדִ֑ים שֶׁ֝֗מֶשׁ יָדַ֥ע מְבוֹאֽוֹ׃‎                                    | He appointed the moon for seasons: the sun knoweth his going down.                                                               | ἐποίησε σελήνην εἰς καιρούς, ὁ ἥλιος ἔγνω τὴν δύσιν αὐτοῦ.                                                                       |
| 20 | תָּֽשֶׁת־חֹ֭שֶׁךְ וִ֣יהִי לָ֑יְלָה בּוֹ־תִ֝רְמֹ֗שׂ כׇּל־חַיְתוֹ־יָֽעַר׃‎                            | Thou makest darkness, and it is night: wherein all the beasts of the forest do creep forth.                                      | ἔθου σκότος, καὶ ἐγένετο νύξ· ἐν αὐτῇ διελεύσονται πάντα τὰ θηρία τοῦ δρυμοῦ.                                                    |
| 21 | הַ֭כְּפִירִים שֹׁאֲגִ֣ים לַטָּ֑רֶף וּלְבַקֵּ֖שׁ מֵאֵ֣ל אׇכְלָֽם׃‎                                | The young lions roar after their prey, and seek their meat from God.                                                             | σκύμνοι ὠρυόμενοι τοῦ ἁρπάσαι καὶ ζητῆσαι παρὰ τῷ Θεῷ βρῶσιν αὐτοῖς.                                                             |
| 22 | תִּזְרַ֣ח הַ֭שֶּׁמֶשׁ יֵאָסֵפ֑וּן וְאֶל־מְ֝עוֹנֹתָ֗ם יִרְבָּצֽוּן׃‎                               | The sun ariseth, they gather themselves together, and lay them down in their dens.                                               | ἀνέτειλεν ὁ ἥλιος, καὶ συνήχθησαν καὶ εἰς τὰς μάνδρας αὐτῶν κοιτασθήσονται.                                                      |
| 23 | יֵצֵ֣א אָדָ֣ם לְפׇעֳל֑וֹ וְֽלַעֲבֹ֖דָת֣וֹ עֲדֵי־עָֽרֶב׃‎                                    | Man goeth forth unto his work and to his labour until the evening.                                                               | ἐξελεύσεται ἄνθρωπος ἐπὶ τὸ ἔργον αὐτοῦ καὶ ἐπὶ τὴν ἐργασίαν αὐτοῦ ἕως ἑσπέρας.                                                  |
| 24 | מָה־רַבּ֬וּ מַעֲשֶׂ֨יךָ ׀ יְֽהֹוָ֗ה כֻּ֭לָּם בְּחׇכְמָ֣ה עָשִׂ֑יתָ מָלְאָ֥ה הָ֝אָ֗רֶץ קִנְיָנֶֽךָ׃‎               | O LORD, how manifold are thy works! in wisdom hast thou made them all: the earth is full of thy riches.                          | ὡς ἐμεγαλύνθη τὰ ἔργα σου, Κύριε· πάντα ἐν σοφίᾳ ἐποίησας, ἐπληρώθη ἡ γῆ τῆς κτίσεώς σου.                                        |
| 25 | זֶ֤ה ׀ הַיָּ֥ᆷ גָּדוֹל֮ וּרְחַ֢ב יָ֫דָ֥יִם שָֽׁם־רֶ֭מֶשׂ וְאֵ֣ין מִסְפָּ֑ר חַיּ֥וֹת קְ֝טַנּ֗וֹת עִם־גְּדֹלֽוֹת׃‎      | So is this great and wide sea, wherein are things creeping innumerable, both small and great beasts.                             | αὕτη ἡ θάλασσα ἡ μεγάλη καὶ εὐρύχωρος, ἐκεῖ ἑρπετά, ὧν οὐκ ἔστιν ἀριθμός, ζῷα μικρὰ μετὰ μεγάλων·                                |
| 26 | שָׁ֭ם אֳנִיּ֣וֹת יְהַלֵּכ֑וּן לִ֝וְיָתָ֗ן זֶֽה־יָצַ֥רְתָּ לְשַֽׂחֶק־בּֽוֹ׃‎                            | There go the ships: there is that 레비아탄, whom thou hast made to play therein.                                                 | ἐκεῖ πλοῖα διαπορεύονται, δράκων οὗτος, ὃν ἔπλασας ἐμπαίζειν αὐτῇ.                                                               |
| 27 | כֻּ֭לָּם אֵלֶ֣יךָ יְשַׂבֵּר֑וּן לָתֵ֖ת אׇכְלָ֣ם בְּעִתּֽוֹ׃‎                                    | These wait all upon thee; that thou mayest give them their meat in due season.                                                   | πάντα πρὸς σὲ προσδοκῶσι, δοῦναι τὴν τροφὴν αὐτῶν εἰς εὔκαιρον.                                                                  |
| 28 | תִּתֵּ֣ן לָ֭הֶם יִלְקֹט֑וּן תִּפְתַּ֥ח יָ֝דְךָ֗ יִשְׂבְּע֥וּן טֽוֹב׃‎                               | That thou givest them they gather: thou openest thine hand, they are filled with good.                                           | δόντος σου αὐτοῖς συλλέξουσιν, ἀνοίξαντός σου τὴν χεῖρα, τὰ σύμπαντα πλησθήσονται χρηστότητος.                                   |
| 29 | תַּסְתִּ֥יר פָּנֶיךָ֮ יִֽבָּהֵ֫ל֥וּן תֹּסֵ֣ף ר֭וּחָם יִגְוָע֑וּן וְֽאֶל־עֲפָרָ֥ם יְשׁוּבֽוּן׃‎                | Thou hidest thy face, they are troubled: thou takest away their breath, they die, and return to their dust.                      | ἀποστρέψαντος δέ σου τὸ πρόσωπον ταραχθήσονται· ἀντανελεῖς τὸ πνεῦμα αὐτῶν, καὶ ἐκλείψουσι καὶ εἰς τὸν χοῦν αὐτῶν ἐπιστρέψουσιν. |
| 30 | תְּשַׁלַּ֣ח ר֭וּחֲךָ יִבָּרֵא֑וּן וּ֝תְחַדֵּ֗שׁ פְּנֵ֣י אֲדָמָֽה׃‎                                  | Thou sendest forth thy spirit, they are created: and thou renewest the face of the earth.                                        | ἐξαποστελεῖς τὸ πνεῦμά σου, καὶ κτισθήσονται, καὶ ἀνακαινιεῖς τὸ πρόσωπον τῆς γῆς.                                               |
| 31 | יְהִ֤י כְב֣וֹד יְהֹוָ֣ה לְעוֹלָ֑ם יִשְׂמַ֖ח יְהֹוָ֣ה בְּמַעֲשָֽׂיו׃‎                             | The glory of the LORD shall endure for ever: the LORD shall rejoice in his works.                                                | ἤτω ἡ δόξα Κυρίου εἰς τοὺς αἰῶνας, εὐφρανθήσεται Κύριος ἐπὶ τοῖς ἔργοις αὐτοῦ·                                                   |
| 32 | הַמַּבִּ֣יט לָ֭אָרֶץ וַתִּרְעָ֑ד יִגַּ֖ע בֶּהָרִ֣ים וְֽיֶעֱשָֽׁנוּ׃‎                                | He looketh on the earth, and it trembleth: he toucheth the hills, and they smoke.                                                | ὁ ἐπιβλέπων ἐπὶ τὴν γῆν καὶ ποιῶν αὐτὴν τρέμειν, ὁ ἁπτόμενος τῶν ὀρέων καὶ καπνίζονται.                                          |
| 33 | אָשִׁ֣ירָה לַיהֹוָ֣ה בְּחַיָּ֑י אֲזַמְּרָ֖ה לֵאלֹהַ֣י בְּעוֹדִֽי׃‎                               | I will sing unto the LORD as long as I live: I will sing praise to my God while I have my being.                                 | ᾄσω τῷ Κυρίῳ ἐν τῇ ζωῇ μου, ψαλῶ τῷ Θεῷ μου ἕως ὑπάρχω·                                                                          |
| 34 | יֶעֱרַ֣ב עָלָ֣יו שִׂיחִ֑י אָ֝נֹכִ֗י אֶשְׂמַ֥ח בַּיהֹוָֽה׃‎                                   | My meditation of him shall be sweet: I will be glad in the LORD.                                                                 | ἡδυνθείη αὐτῷ ἡ διαλογή μου, ἐγὼ δὲ εὐφρανθήσομαι ἐπὶ τῷ Κυρίῳ.                                                                  |
| 35 | יִתַּ֤מּוּ חַטָּאִ֨ים ׀ מִן־הָאָ֡רֶץ וּרְשָׁעִ֤ים ׀ ע֤וֹד אֵינָ֗ם בָּרְכִ֣י נַ֭פְשִׁי אֶת־יְהֹוָ֗ה הַֽלְלוּ־יָֽהּ׃‎ | Let the sinners be consumed out of the earth, and let the wicked be no more. Bless thou the LORD, O my soul. Praise ye the LORD. | ἐκλείποιεν ἁμαρτωλοὶ ἀπὸ τῆς γῆς καὶ ἄνομοι, ὥστε μὴ ὑπάρχειν αὐτούς. εὐλόγει, ἡ ψυχή μου, τὸν Κύριον.                           |

## 내용주
1. ↑  유대인 출판 협회에 의해 히브리어에서 영어로 직접 번역된 1917년 번역본은 여기 또는 여기에서 찾을 수 있으며, L. C. L. 브렌튼에 의해 70인역에서 직접 번역된 1844년 번역본은 여기에서 찾을 수 있다. 두 번역본 모두 퍼블릭 도메인이다.